# Karlgarin
Karlgarin is een plaats in de regio Wheatbelt in West-Australië. Het ligt 321 kilometer ten zuidoosten van Perth, 42 kilometer ten oosten van Kondinin en 71 kilometer ten noorden van Lake Grace.

## Geschiedenis
De oorspronkelijke bewoners van de streek waren de Nyakinyaki Nyungah Aborigines.
John Septimus Roe trok door de streek in 1848. Hij vermeldde "Carlgarin" als naam die de plaatselijke Aborigines gaven aan een heuvel. De naam zou "plaats van vuur" betekenen.
In de streek werden na de Eerste Wereldoorlog teruggekeerde soldaten gevestigd middels Soldier Settlement Schemes. Vanaf 1924 zette de Karlgarin Progress Association druk op de overheid om een dorp te stichten. Die wachtte de beslissing af over de ligging en aanleg van een spoorweg die in 1921 beloofd was. Er ontwikkelde zich echter reeds een nederzetting nabij de Karlgarin Hill. In 1923 werd het een verzamelplaats voor graan uit de omgeving. Een winkel werd geopend in 1924. Er werd een gemeenschapszaal gebouwd in 1926 met belendende voetbal- en tennisvelden. Dat jaar werden ook een bakkerij en een slagerij geopend.
In 1930 werd de beslissing over de spoorweg genomen. Ze lag van de oorspronkelijke nederzetting vandaan. In 1931 werd het dorp gesticht nabij de spoorweg, de winkels verhuisden en de gemeenschapszaal werd in 1944 afgebroken. Op 8 augustus 1931 werden er 64 kavels te koop aangeboden waarvan er 14 verkocht werden. In 1931 bereikte de spoorweg Cottle's spooraansluiting waar reeds 56.000 zakken graan lagen te wachten. Tegen 1932 reden de eerste treinen tussen Hyden en Lake Grace via Karlgarin. Op 28 juli 1933 werd de spoorweg officieel geopend.
In 1932 werd een basisschooltje gebouwd. In 1948 werd het uitgebouwd maar door een centraliserend overheidsbeleid kwam het in 1949 leeg te staan en werd een busdienst ingelegd. De inwoners wilden er een kunstatelier van maken. In 1964 werd een tweede klaslokaal en een kantoor bijgebouwd. Vanaf 1972 vond de bibliotheek onderdak in het oude klaslokaal.
Tot in 1950 reden er reizigerstreinen. Daarna werden reizigers vervoerd met bussen. In juni 1957 sloot de spoorweg ook voor het goederenvervoer. Vanaf 1960 werd de spoorweg heropend tussen Hyden en Lake Grace, voor het vervoer van graan en superfosfaat.
In 1963 werd een nieuwe gemeenschapszaal gebouwd. Van 1965 tot 1968 werden er films gespeeld.

## 21e eeuw
Karlgarin is een landbouwdorpje in het lokale bestuursgebied Shire of Kondinin.
Het is een overslagplaats voor de productie van de graanproducten aangesloten bij de Co-operative Bulk Handling Group.
In 2010 was Kalgarin de plaats in West-Australië met het laagste gemiddelde inkomen. In 2013 werd het getroffen door een storm die nogal wat schade toebracht.
Karlgarin telde 105 inwoners in 2021, tegenover 130 in 2006.

## Transport
Karlgarin ligt aan het kruispunt van de Kondinin-Hyden Road en de Pederah Road.
De GE2 busdienst van Transwa tussen Perth en Esperance via Kulin en Hyden stopt eenmaal per week in Kalgarin.
Karlgarin ligt langs de Hyden - Lake Grace Railway die aansluit op de Wagin - Newdgate Railway die aansluit op de Great Southern Railway. Er maken enkel goederentreinen gebruik van de spoorweg.

## Toerisme
- De Open Wheatbelt Trail, een autoroute, doet Karlgarin aan.[15]
- Wilde bloemen kan men bekijken in Karlgarin Hills Reserve en in McCanns Rock Reserve.[16]
- Tressies Museum and Caravan Park biedt onderdak aan een collectie historische platenspelers.[17]